# KYOKO KOIZUMI POP PARTY
KYOKO KOIZUMI POP PARTY（キョウコ・コイズミ・ポップ・パーティー）は、日本の歌手小泉今日子のコンサート・ツアー。このツアーは2022年に開催された。

## 概要
- KYOKO KOIZUMI POP PARTY（KKPP）は小泉今日子のデビュー40周年を記念して、2022年の春に開催した、31年ぶりの全国ホールツアーである。[1]
- 中野サンプラザ公演2日目の3月21日は、デビュー40周年の記念日である。
- セットリストは、1曲目からアンコールの1曲目までがシングル曲である。
- 1曲目のThe Stardust Memoryが始まるまえに、アルバム「Melodies」のオープニングと同じメロディーが流れる。
- 衣装チェンジ中にスクリーンに投影された「夏のタイムマシーン1982-2022」は、デビュー40周年を記念したアニバーサリー企画として、ツアーの初日に配信リリースされた。[2]
- アンコールの小泉の衣装は、全公演ですべて異なる。
- 開演前後のアナウンスは小泉本人が実施した。
- 初日以外はアンコールの内、1曲を観客のスマートフォンで撮影可とした。[3]
- 2022年2月24日、ロシアのウクライナ侵攻あとは、アンコールで「東の島にブタがいた Vol.3」を歌うことが増えた。
- 関連イベントとして、2022年9月21日から10月23日に東京タワーにおいて、小泉今日子40周年記念展「KKPP AFTER THE PARTY!!」が開催された。ツアーグッズやツアー中の模様を収めたマルベル堂のプロマイドの展示・販売などが行われた。[4]

## 小泉今日子からのコメント[1]
16歳だった私はどんな未来を夢見ていたのか。 望んだ未来に今の私は立っているのか。
2022年40周年を迎える私は、その答えを探しに旅に出ることにしました。
KKPP（Kyoko Koizumi Pop Party）と名付けた旅です。
このささやかな旅に皆さんも参加しませんか？ どうせなら楽しい旅がいいですよね！
頑張りまーす!!!
小泉今日子

## セットリスト[5]
（）内の数値はシングルのリリース順序とオリコン最高順位。シングル以外は演奏があった日にち。
- The Stardust Memory（13th、1位）
- まっ赤な女の子（5th、8位）
- 渚のはいから人魚（9th、1位）
- 迷宮のアンドローラ（10th、1位）
- 夜明けのMEW（19th、2位）
- ヤマトナデシコ七変化（11th、1位）
- 艶姿ナミダ娘（7th、3位）
- Fade Out（27th、2位）
- 私の16才（1st、22位）
- なんてったってアイドル（17th、1位）
- 夏のタイムマシーン1982-1922(衣装チェンジ中 MVが投影)[6]
- 夏のタイムマシーン
- T字路（42nd、14位）
- 潮騒のメモリー（41st、2位）
- 快盗ルビイ（26th、2位）
- あなたに会えてよかった（32nd、1位）
- 優しい雨（34th、2位）
- My Sweet Home（35th、4位）
- 月ひとしずく（36th、7位）
- 木枯しに抱かれて（20th、3位）

En
- 学園天国（28th、3位）
- 東の島にブタがいた Vol.2[7](2/18、3/20、2/23、3/5、3/9)
- 東の島にブタがいた Vol.3(2/26、3/6、3/10、3/12、3/18、3/20、3/21、3/26、3/27、3/30)
- また逢いましょう[8](3/30のみ)

## ツアー日程[1]
2022年2月18日から2022年3月30日、全国12都市15公演。3月30日は追加公演。
| 日付（2022年） | 都道府県 | 会場                                  | 撮影可の曲               |
| -------------- | -------- | ------------------------------------- | ------------------------ |
| 2月18日        | 神奈川県 | 相模女子大学グリーンホール            | -                        |
| 2月20日        | 群馬県   | ベイシア文化ホール（群馬県民会館）    | 東の島にブタがいた Vol.2 |
| 2月23日        | 富山県   | オーバード・ホール                    | 学園天国                 |
| 2月26日        | 広島県   | 広島上野学園ホール                    | 学園天国                 |
| 3月5日         | 大阪府   | オリックス劇場                        | 東の島にブタがいた Vol.2 |
| 3月6日         | 大阪府   | オリックス劇場                        | 学園天国                 |
| 3月9日         | 岩手県   | 岩手県民会館 大ホール                 | 東の島にブタがいた Vol.2 |
| 3月10日        | 宮城県   | 東京エレクトロンホール宮城            | 東の島にブタがいた Vol.3 |
| 3月12日        | 北海道   | 札幌市文化芸術劇場hitaru              | 東の島にブタがいた Vol.3 |
| 3月18日        | 愛知県   | 日本特殊陶業市民会館 フォレストホール | 学園天国                 |
| 3月20日        | 東京都   | 中野サンプラザホール                  | 東の島にブタがいた Vol.3 |
| 3月21日        | 東京都   | 中野サンプラザホール                  | 東の島にブタがいた Vol.3 |
| 3月26日        | 熊本県   | 熊本城ホール メインホール             | 東の島にブタがいた Vol.3 |
| 3月27日        | 福岡県   | サンパレス ホテル&ホール              | 東の島にブタがいた Vol.3 |
| 3月30日        | 東京都   | 中野サンプラザホール                  | 東の島にブタがいた Vol.3 |

## バンドメイト[9]
- ヴォーカル: 小泉今日子
- ベース&バンマス: 上田ケンジ
- ギター: akkin
- ドラム: 小関純匡
- キーボード: 渡辺シュンスケ
- コーラス: 加藤いづみ(2/18以外)/平岡恵子（2/18及び、3/30のアンコール）
- マニピュレーター: 小笠原学

## ツアーグッズ[10]
一部のグッズは、小泉がプロデュースしている。
- ツアーパンフレット
- ツアータオル
- グラスセット（2個セット）
- ガラス小皿
- アクリルスタンド Aバージョン
- アクリルスタンド Bバージョン
- アクリルキーホルダー(3種類(小泉今日子、KKPP、K40N2))
- ロゴパーカー（BLACK)
- ロゴクッション
- ツアーTシャツ（WHITE）
- ツアーTシャツ（BLACK）
- クリアポーチセット（2個セット）
- がま口ウォレット
- Nyan2パスケース

## 追加グッズ[12]
- KKPPアンコールTシャツ
  - ″BACK STAGE″バージョン（色:ホワイト）
  - ″REHEARSAL″バージョン（色:ホワイト）
  - ″ON STAGE″バージョン（色:ブラック）
- Nyan2クッション

## テレビ放送
- 小泉今日子TOUR2022 KKPP(Kyoko Koizumi Pop Party)（2022年5月28日、WOWOW）[13]

## 関連商品
KKPP ～TOUR 2022 Live at 中野サンプラザホール～（2022年9月21日）
- アルバム(CD)
- 映像(Blu-ray+book+goods:完全生産限定盤)
- 映像(DVD+book+goods:完全生産限定盤)
- 映像(Blu-ray)
- 映像(DVD)

## 関連イベント
- KKPP AFTER THE PARTY!!（2022年9月21日 - 10月23日 、東京タワー）[15]

（出典:

）